# Фюрстенберг, Йётильда
Йётильда Шарлотта Фюрстенберг, урождённая Магнус (швед. Göthilda Charlotta Fürstenberg; 1 ноября 1837, Гётеборг — 7 декабря 1901, там же) — шведский коллекционер искусства, меценат и филантроп.

## Биография
Йётильда Магнус родилась в 1837 году в Гётеборге. Она была единственным ребёнком Эдуарда Магнуса и его жены Рахели. Эдуард Магнус занимался сахарной и текстильной промышленностью, основал банк в Гётеборге, а также имел деловые отношения с компанией L. Fürstenberg & Co. Таким образом Йётильда познакомилась с младшим представителем рода Фюрстенбергов — Понтусом. Родители Йётильды возражали против их брака, и она вышла замуж за Понтуса лишь в 1880 году, когда их не стало. Детей у супругов не было.
Йётильда унаследовала от отца большое состояние. Понтус Фюрстенберг не был столь богат, но свои средства имелись и у него. Вместе они составили самую богатую пару в Гётеборге. Интерес к искусству у Йётильды возник ещё в юности, поскольку родители активно участвовали в культурной жизни города. Теперь вместе с мужем, разделявшим её интерес, она начала коллекционировать предметы искусства и оказывать поддержку художникам и музыкантам. Супруги ездили в Париж, Германию, Италию, Копенгаген, приобретали картины и демонстрировали в открытой ими галерее. Дом Фюрстенбергов служил местом встречи многих художников того времени. Они поддерживали не традиционное, академическое искусство, а, напротив, художников-новаторов. Помимо этого, Йётильда создала в память об отце фонд, занимавшийся благотворительной деятельностью.
Йётильда Фюрстенберг умерла 7 декабря 1901 года, а её муж — четыре месяца спустя. Свой дом они завещали городу с правом продажи, а коллекцию искусства передали в Гётеборгский музей. Впоследствии она была перемещена в новое здание, построенное на деньги от продажи дома Фюрстенбергов. В завещании супружеской четы было также распоряжение по финансированию Гётеборгского оркестрового общества и суммы, выделенные на благотворительность. В настоящее время в музее, в котором находится коллекция Фюрстенбергов, экспонируется также мебель из их дома, так что собранные ими предметы искусства представлены в обстановке, приближенной к оригинальной.